# Diacantharius abnormis
Diacantharius abnormis là một loài tò vò trong họ Ichneumonidae.